# Florentius van Worcester
Florentius of Florence van Worcester (overleden in 1118) was een monnik uit Worcester, die een rol speelde in het opstellen van het Chronicon ex chronicis, een Latijnse wereldkroniek, die begint met de Schepping en eindigt in het jaar 1140.
De aard en de omvang van zijn bijdrage blijft onduidelijk. Het gebruikelijke startpunt voor een onderzoek van zijn carrière is de vermelding van zijn dood als laatste vermelding voor het jaar 1118 in het Chronicon:

Op de Nonen van juli (= 7 juli) stierf Florentius, monnik van Worcester. Dankzij zijn precieze kennis en ijverige werk stijgt deze kroniek der kronieken [chronicarum chronica] boven alle andere uit.
— Chronicon ex chronicis s.a. 1118.

Aanvankelijk meenden geleerden dat dit betekende dat Florentius de voornaamste auteur van de kroniek was voor de vermeldingen voor het jaar 1118, een veronderstelling die ertoe heeft geleid dat dit werk meestal wordt aangeduid als de "Kroniek van Florentius (van Worcester)".
Er wordt tegenwoordig echter van uitgegaan dat het werk zoals het is overgeleverd door Jan van Worcester, een collega-monnik te Worcester, werd geschreven, waarvan de signatuur in twee latere vermeldingen is aangetroffen (s.a. 1128 en 1138). Hij was in opdracht van Wulfstan, bisschop van Worcester (overleden 1095), aan deze kroniek aan het werken, toen de Anglo-Normandische kroniekschrijver Ordericus Vitalis rond het begin van de 12e eeuw Worcester bezocht.
Historici hebben twee belangrijkste argumenten geformuleerd tegen de toeschrijving van de kroniek aan Florentius en voor een toeschrijving ervan aan Jan. Ten eerste is er geen stilistische breuk in de Chronicon vast te stellen voor de vermeldingen na Florentius' dood, wat erop lijkt te wijzen dat een enkele auteur verantwoordelijk was voor het hele werk. Ten tweede is er voor bepaalde vermeldingen van gebeurtenissen van voor 1118 aangetoond dat er gebruik is gemaakt van Eadmers Historia novorum, die ten vroegste werd voltooid tussen 1121 en 1124.
Dit gezegd zijnde, is de erkentelijkheid van Jan voor Florentius in zijn vermelding voor het jaar 1118 aanzienlijk. Een van de mogelijkheden - al kan dit niet worden geverifieerd - is dat Florentius bijdrage erin lag dat hij de bronnen verzamelde die Jan raadpleegde voor de periode van de 9e tot 11e eeuw. Een precedent voor een dergelijke taak in opdracht van bisschop Wulfstan was de samenstelling en het schrijven van een cartularium, genaamd het Cartularium van Hemming, door de monnik Hemming. Aangezien er bijna een halve eeuw ligt tussen de dood van Wulfstan (1095) en Jans laatste vermelding (1140), heeft historicus Simon Keynes geopperd dat Florentius de monnik kan zijn geweest die als eerste door Wulfstan werd opgedragen om bronmateriaal voor een wereldkroniek te compileren en dat Jan deze taak voortzette en afmaakte met het schrijven van deze wereldkroniek.
De namen van Hemming, Florentius en Jan zijn tezamen teruggevonden in het Durham Liber Vitae, een broederschapsboek waarin de namen van weldoeners van en bezoekers aan de bisschoppelijke kerk van Durham (en haar voorgangers) werden opgetekend. Het relevante gedeelte is een lijst van monniken van Sint-Maria (het kapittel van de kathedraal) in Worcester, die werd opgeschreven in de tijd dat Samson bisschop van Worcester was (1096-1112).
Florentius was ook de eerste monnik die werd herdacht in een zogenaamde titulus voor Worcester, bewaard op een mortuariumrol die eigendom was van Vitalis van Savigny (gestorven in 1122), abt van Savigny.